# Jeff Float
Jeffrey James „Jeff“ Float (* 10. April 1960 in Buffalo) ist ein ehemaliger US-amerikanischer Freistilschwimmer. 1984 wurde er mit der 4-mal-200-Meter-Freistilstaffel Olympiasieger. Er war der erste gehörlose Sportler, der eine Goldmedaille bei regulären Olympischen Spielen gewann.

## Jugend und Ausbildung
Im Alter von 13 Monaten verlor Jeff Float durch eine lebensgefährliche Hirnhautentzündung nahezu gänzlich sein Gehör: Er wurde auf dem rechten Ohr zu 90 Prozent taub und auf dem linken zu 65 Prozent. Nach Beendigung der Schule begann er auf der University of Southern California (USC) ein Studium der Psychologie, wo er für das Uni-Team aktiv war, nachdem er auch schon für sein College-Team geschwommen war. In der Schule wurde er wegen seiner Behinderung gemobbt, doch, so seine spätere Aussage, habe ihm sein Erfolg im Sport zu Selbstbewusstsein verholfen.

## Sportliche Karriere
Mit sieben Jahren begann Float im Arden Hills Swim Club in Sacramento mit dem Schwimmsport, einem Verein, dem solche Weltklassesportler wie Mark Spitz und Debbie Meyer angehörten.
Float errang Erfolge in allen Altersklassen und auf verschiedenen nationalen Ebenen. 1977 nahm er an den Deaflympics in Bukarest teil, bei denen er zehn Goldmedaillen gewann. 1980 qualifizierte er sich für die Olympischen Spiele in Moskau, die aber von den Vereinigten Staaten boykottiert wurden. 1984 qualifizierte er sich erneut und wurde von seinen Mannschaftskollegen zum Team-Kapitän gewählt. Die Schwimmwettbewerbe fanden in seinem „home pool“ der USC statt. Gemeinsam mit Mike Heath, David Larson, Bruce Hayes, Geoff Gaberino und Rich Saeger errang er die Goldmedaille in der 4-mal-200-Meter-Freistilstaffel. Im Endlauf schwammen Heath, Larson, Float und Hayes mit 7:15,69 Minuten einen neuen Weltrekord, mit dem sie gegen die westdeutsche Staffel um Michael Groß knapp gewannen. Im Einzelrennen über 200 Meter belegte Jeff Float Rang vier. Nach den Spielen beendete er seine aktive Sportlaufbahn.
Später berichtete Float – der selbst gerne auf seinen passenden Nachnamen Float (schwimmen oder auf dem Wasser treiben) hinweist –, dass er nach dem Verlassen des Beckens die hochgereckten Fäuste der Zuschauer gesehen habe. Dann habe er auch das Stampfen der Füße gespürt sowie – erstmals in seinem Leben – die begeisterten Schreie der 17.000 Zuschauer gehört.

## Berufliches
Jeff Float arbeitet als Immobilienmakler, Schwimmtrainer und als Motivationsredner. Zudem erfand er ein als FloatWister bezeichnetes Trainingsgerät.